# 홍라영
홍라영(1960년 1월 10일 ~ )는 대한민국의 기업인이다. 전 삼성미술관 리움 총괄부관장, 전 삼성문화재단 상무이다.

## 가족 관계
- 아버지 홍진기(洪璡基, 1917년 3월 17일 ~ 1986년 7월 13일) 전 중앙일보 대표이사 회장, 전 법무부 장관
- 어머니 김윤남(金允楠, 1924년 6월 25일 ~ 2013년 6월 5일)
  - 언니 홍라희(洪羅喜, 1945년 7월 15일 ~ ) - 전 삼성미술관 리움 관장
  - 형부 이건희(李健熙, 1942년 1월 9일 ~ 2020년 10월 25일) - 삼성전자 회장
  - 오빠 홍석현(洪錫炫, 1949년 10월 20일 ~ ) - 중앙홀딩스 회장, 전 중앙일보 회장, 전 주미 대사
  - 올케언니 신연균(申硯均) - 신직수의 딸 -(재)아름지기 이사장
    - 조카 홍정도(洪正道, 1977년 11월 11일 ~ ) - 중앙홀딩스 대표이사 겸 사장, 중앙일보 대표이사 겸 사장, JTBC 대표이사 겸 사장

  - 오빠 홍석조(洪錫肇, 1953년 1월 8일  음력 1952년 12월 ~ ) - BGF리테일 회장 (광주고등검찰청 검사장 역임)
  - 오빠  홍석준(洪錫埈, 1954년 9월 17일 ~ )[1] - 보광창업투자㈜ 회장, 전 삼성SDI 부사장
  - 오빠 홍석규(洪錫珪, 1956년 1월 15일 음력 1955년 12월 ~ ) - 보광그룹 회장
  - 남편 노철수(盧哲秀, 1956년 7월 27일 ~ ) - 애미커스 회장